# Tight Spot
Tight Spot is een Amerikaanse film noir uit 1955 onder regie van Phil Karlson. Destijds werd de film in Nederland uitgebracht onder de titel Tussen twee vuren.

## Verhaal
Sherry Conley zit in de gevangenis voor een misdaad die ze niet heeft begaan. De openbare aanklager belooft haar dat ze vrij kan komen, als ze getuigt tegen de crimineel Benjamin Costain. Die crimineel is heel machtig en hij kan zelfs de bewakers van Sherry omkopen.

## Rolverdeling
| Acteur             | Personage                |
| ------------------ | ------------------------ |
| Ginger Rogers      | Sherry Conley            |
| Edward G. Robinson | Lloyd Hallett            |
| Brian Keith        | Vince Striker            |
| Lucy Marlow        | Meisje uit de gevangenis |
| Lorne Greene       | Benjamin Costain         |
| Katherine Anderson | Mevrouw Willoughby       |
| Allen Nourse       | Marvin Rickles           |
| Peter Leeds        | Fred Packer              |
| Doye O'Dell        | Mississippi Mac          |
| Eve McVeagh        | Clara Moran              |